# Mont Cervin (Antarktika)
Der Mont Cervin (englisch Mount Cervin) ist ein 30 m hoher und felsiger Hügel an der Ostseite der Pétrel-Insel im ostantarktischen Géologie-Archipel.
Teilnehmer einer französischen Antarktisexpedition kartierten ihn 1951 und benannten ihn aufgrund seiner Form nach dem Matterhorn (französisch Mont Cervin) in den Walliser Alpen.